# Nancy H. Rogers

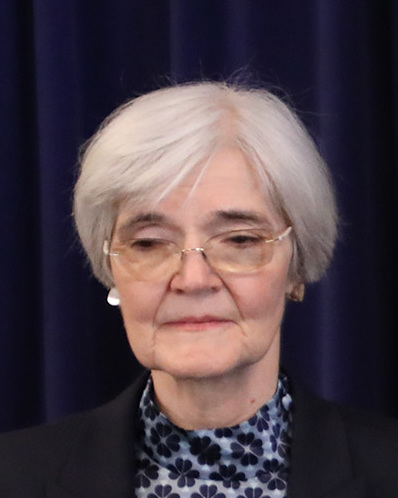
Nancy H. Rogers, 2019

Nancy Hardin Rogers (* 18. September 1948 in Lansing, Michigan) ist eine US-amerikanische Juristin und Politikerin der Demokratischen Partei. Sie war von 2008 bis 2009 kommissarische Attorney General von Ohio. Ferner lehrt und schreibt sie im Bereich der Streitbeilegung. In diesem Zusammenhang verfasste sie mehrere Bücher mit und Artikel zu Fachzeitschriften.

## Werdegang
Nancy Hardin Rogers, Tochter von Martha Wood und Clifford Morris Hardin, wurde ungefähr drei Jahre nach dem Ende des Zweiten Weltkrieges in Lansing geboren. Über ihre Jugendjahre ist nicht bekannt. Sie besuchte die University of Kansas in Lawrence, wo sie 1969 ihren Abschluss mit einem Bachelor of Arts machte. 1972 folgte ein Juris Doctor an der Yale University. Ihre Zulassung als Anwältin erfolgte 1972 in Ohio, 1973 am 6. Gerichtsbezirk des United States Court of Appeals, 1974 am United States District Court for the Northern District of Ohio und 1975 in Washington, D.C. und am United States District Court for the Southern District of Ohio. Zwischen 1972 und 1974 war sie als Referendarin bei US-Bezirksrichter Thomas D. Lambros in Cleveland tätig und zwischen 1974 und 1975 als Personalrechtsanwältin für die Cleveland Legal Aid Society. Danach war sie zwischen 1975 und 1976 Gastprofessorin am College of Law der Ohio State University. Rogers war von 1976 bis 1978 und von 1983 bis 1989 als Gastprofessorin, von 1981 bis 1983 als Assistenzprofessorin und von 1989 bis 1992 als Privatdozentin an der Ohio State University tätig. Von 1992 bis 1997 ging sie einem Beschäftigungsverhältnis als Professorin und stellvertretender Dekan für akademische Angelegenheiten an der Ohio State University nach. Dann war sie von 1995 bis 2001 als Joseph S. Platt-Porter, Wright, Morris & Arthur Professor of Law tätig. Während dieser Zeit war sie  von 1999 bis 2001 auch als stellvertretende Provost für akademische Angelegenheiten an der Ohio State University tätig. Ferner war sie 2000 Gastprofessorin für Jura an der Harvard Law School. Zwischen 2001 und 2008 fungierte sie dann als Dekan am Moritz College of Law und hatte dort seit 2001 die Leitung bei außergerichtlicher Streitbeilegung. Rogers war 2007 Vorsitzende bei der Association of American Law Schools und saß fünf Jahre lang in deren Executive Committee. Sie saß neun Jahre lang im Board of Directors der Legal Services Corporation. Für diese Stellung ist eine präsidiale Ernennung und die Bestätigung durch den US-Senat notwendig. Rogers war eine von fünf Kommissaren aus Ohio, die an der National Conference of Commissioners of Uniform State Laws teilnahmen. Die Amtszeit beträgt sieben Jahre und erfordert eine Ernennung durch den Gouverneur. Sie fungierte als Reporter beim Conference’s Uniform Mediation Act. Ferner hatte sie den Vorsitz im Judicial Advisory Committee, der die Kandidaten für das United States District Court for the Northern District of Ohio für die US-Senatoren Sherrod Brown und George Voinovich prüfte. Rogers war von 2008 bis 2009 kommissarische Attorney General von Ohio. Sie saß zwischen 1991 und 2002 im Beirat vom World Arbitration and Mediation Report (WAMR) und war zwischen 1994 und 2002 für das Dispute Resolution Magazine tätig.

## Werke (Auswahl)
- 1994: Mediation: Law, Policy, Practice (2. Ausgabe)[3]
- 2007: Dispute Resolution: Negotiation, Mediation and Other Processes[4]

## Auszeichnungen
- 1990: Whitney North Seymour, Sr. Medal (American Arbitration Association)
- 1996: Legal Aid Society of Columbus’ Service Recognition
- 1996: The College of Law Alumni Association’s Outstanding Professor Award
- 1998: Ritter Award (Ohio State Bar Foundation)
- 2002: D’Alemberte-Raven Award (American Bar Association Section on Dispute Resolution)
- 2008: Ohio Bar Medal (Ohio State Bar Association)
- 2008: President’s Award (Columbus Bar Foundation)
- 2008: Women of Achievement Award (Columbus YWCA)
- 2008: Mortar Board Alumni Achievement Award
- 2010: Judge Robert M. Duncan Award for Progressive Public Service (American Constitution Society/Columbus)
- 2012: Community Service Award (Columbus Bar Association)
- 2013: Making a Difference Award (Ohio Mediation Association)
- 2014: James F. Henry Award (International Institute for Conflict Prevention and Resolution)